# Le Viandier

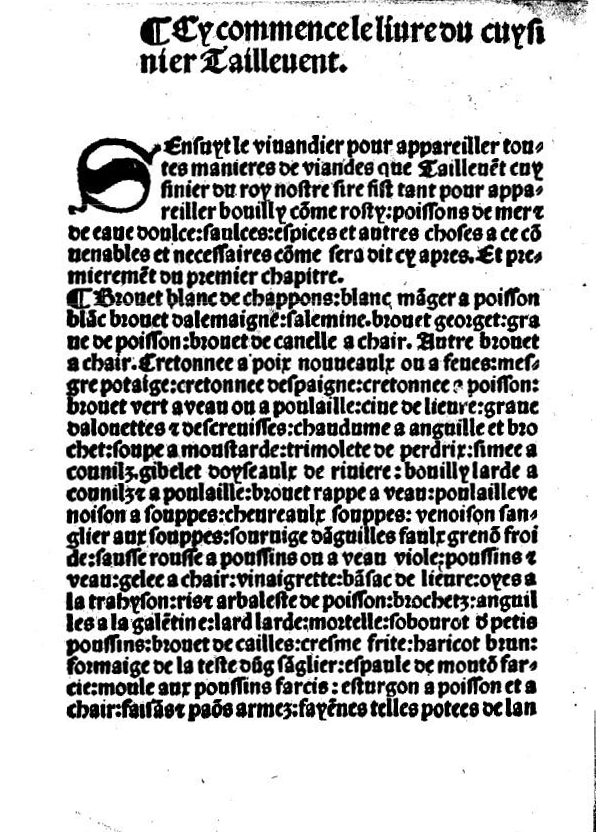
Le Viandier, 14. Jahrhundert

Le Viandier (häufig auch Le Viandier de Taillevent genannt) ist eine mittelalterliche Rezeptsammlung und als solche ähnlich wie Ménagier de Paris und Du fait de cuisine ein Schlüsselwerk zur Erschließung der Esskultur des Mittelalters. Die Rezeptsammlung wird häufig dem französischen Hofkoch Guillaume Tirel, bekannter unter dem Namen Taillevent, zugeschrieben. Mittlerweile ist jedoch sicher, dass die älteste Version dieser Rezeptsammlung vor 1320 entstand und damit kurz nach oder vor der Geburt Taillevents.
Der ursprüngliche Autor von Le Viandier ist unbekannt. Dies ist nicht ungewöhnlich für mittelalterliche und frühneuzeitliche Rezeptsammlungen. Üblich war es auch, dass diese Manuskripte in späteren Schriften gemeinsam mit neuem Material als das Werk eines späteren Autors publiziert wurden.
Von Le Viandier sind insgesamt vier wesentliche Versionen bekannt. Die älteste, die vor 1320 erschien, befindet sich in der Bibliothèque nationale de France.  Etwas jünger ist das sogenannte Vatikan-Manuskript, das 1892 durch Jérôme Pichon und Georges Vicaire neu veröffentlicht wurde.

## Ausgaben
- Terence Scully: The Viandier. Prospect Books 1998 (Textkritische Edition mit engl. Übersetzung) ISBN 978-0-907325-81-9